# Herbert Küttner
Herbert Küttner (* 10. Oktober 1926 in Leipzig; † 19. Februar 2010 ebenda) war ein deutscher Sportjournalist und Rundfunkmoderator von Radio DDR 1.

## Leben
Küttner war Englisch-Dolmetscher und kam 1947 als freier Mitarbeiter zum Mitteldeutschen Rundfunk, Sender Leipzig. Am 1. März 1949 wechselte Küttner nach Berlin zum neu entstehenden staatlichen Rundfunk in der Sowjetischen Besatzungszone, der 1952 seinen Stammsitz im Funkhaus Nalepastraße bezog. Vom 5. Dezember 1955 an moderierte Küttner beim Berliner Rundfunk insgesamt 35 Jahre lang das Schlagermagazin, das er stets mit „Punkt. Unterschrift. Gezeichnet: Herbert Küttner“ beendete. Zwischen 1971 und 1989 war er Sprecher der Sendung Angekreuzt und Unterstrichen bei Radio DDR 1. Seine Ehefrau Johanna arbeitete ebenfalls beim Rundfunk der DDR. Sein Neffe ist der Schlagersänger Frank Schöbel. 1988 wurde er mit dem Vaterländischen Verdienstorden in Silber ausgezeichnet.

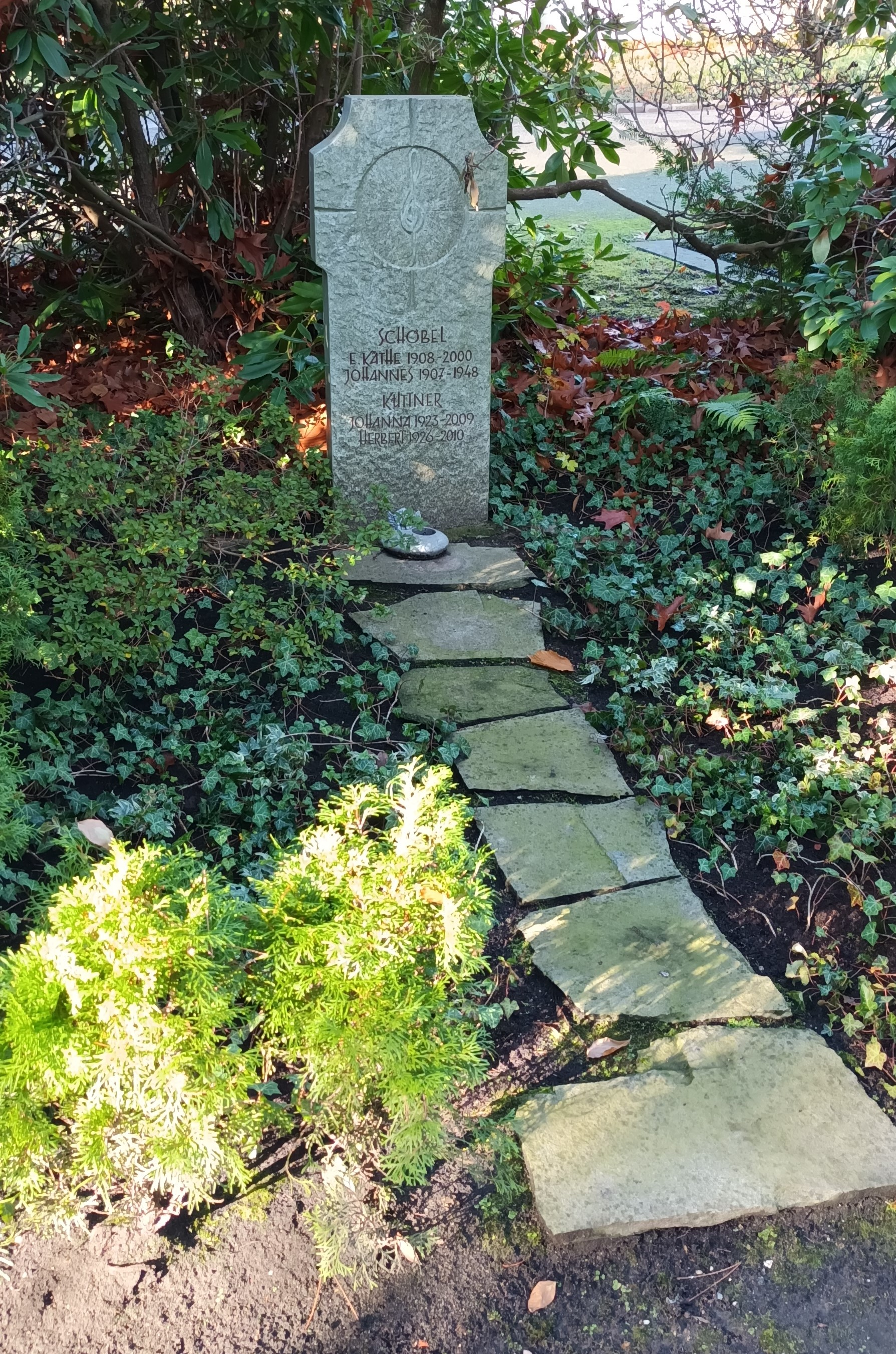
Grabstätte Herbert Küttner und Angehörige

Bekannt wurde Küttner als Sportjournalist. Er moderierte unter anderem die Konferenzschaltungen von Radio DDR 1 zur Fußball-Oberliga, berichtete von der Internationalen Friedensfahrt und moderierte vereinzelt auch die Sendung Sport aktuell des Fernsehens der DDR. Der durch seine markante Stimme bekannte Herbert Küttner arbeitete bis 1997 für Antenne Brandenburg des ORB.
Küttner verstarb am 19. Februar 2010 im Alter von 83 Jahren. Seine Grabstätte befindet sich auf dem Südfriedhof in Leipzig.

## Filmografie
- 1961: Allons enfants … pour l’Algérie (Sprecher)